# Amsterdamsewijk
De Amsterdamsewijk is een wijk in Haarlem.
De wijk is gelegen ten oosten van het centrum, direct onder de spoorbaan Haarlem-Amsterdam. De buurt is met name aan de westkant oorspronkelijk een arbeidersbuurt met dichte bebouwing en kleine huizen gebouwd rond 1900. Ten oosten grenst de wijk aan Parkwijk. Daar bevinden zich meer naoorlogse bebouwing zoals flats.
De Amsterdamstraat geldt als belangrijkste winkelgebied.

## Buurt of Wijk
Van oudsher staat de wijk bekend als Amsterdamsebuurt. Door de administratieve indeling van wijken en buurten, heeft gemeente Haarlem de wijk in 2016 aangeduid als Amsterdamsewijk.

## Buurten in Amsterdamsewijk
- Cremerbuurt
- Oude Amsterdamsebuurt
- Potgieterbuurt
- Van Zeggelenbuurt